# Saxonia-Anhalt
Saxonia-Anhalt (în germană Sachsen-Anhalt) este un land în Germania cu capitala la Magdeburg. A fost reînființat în 1990 pe teritoriul unei unități existente în perioada 1947–1952, ce cuprindea regiunea Anhalt, provincia prusacă Saxonia și alte câteva teritorii. 
Are 11 districte rurale și 3 districte urbane.
Districte rurale:

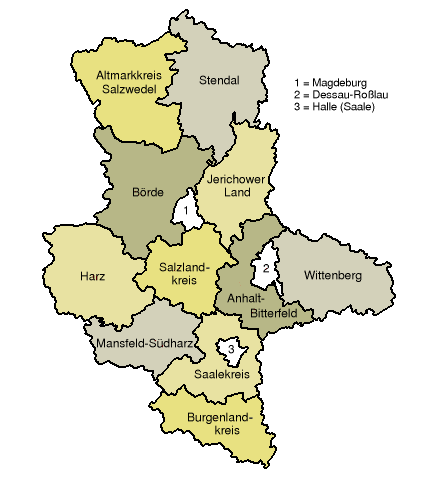
Hartă ulterioară reformei administrative din 2007.

- Altmarkkreis Salzwedel, Anhalt-Bitterfeld
- Börde, Burgenland
- Harz
- Jerichower Land
- Mansfeld-Südharz
- Saalekreis, Salzlandkreis, Stendal
- Wittenberg

Districte urbane:
- Dessau-Roßlau
- Halle (Saale)
- Magdeburg